# Сякюля
Сякюля (фин. Säkylä) — община в провинции Сатакунта, губерния Западная Финляндия, Финляндия. Общая площадь территории — 268,44 км², из которых 107,89 км² — вода.

## Демография
На 31 января 2011 года в общине Сякюля проживало 4714 человек: 2327 мужчин и 2387 женщин.
Финский язык является родным для 98,47% жителей, шведский — для 0,26%. Прочие языки являются родными для 1,28% жителей общины.
Возрастной состав населения:
- до 14 лет — 14,4%
- от 15 до 64 лет — 63,34%
- от 65 лет — 22,02%

Изменение численности населения по годам:
| Год  | Численность |
| ---- | ----------- |
| 1980 | 5164        |
| 1990 | 5290        |
| 2000 | 5108        |
| 2010 | 4703        |
| 2011 | 4714        |